# هیروی
هیروی(کوردی: هیروێ)، روستایی از توابع بخش مرکزی شهرستان پاوه در استان کرمانشاه ایران است. زبان افراد این روستا کردی جافی است.

## جمعیت
این روستا در دهستان هولی قرار دارد و براساس سرشماری مرکز آمار ایران در سال ۱۳۸۵، جمعیت آن ۱۲۵ نفر (۳۳خانوار) بوده‌است.